# Mycosphaerella chrysanthemi
Mycosphaerella chrysanthemi är en svampart som först beskrevs av Tassi, och fick sitt nu gällande namn av Tomilin 1979. Mycosphaerella chrysanthemi ingår i släktet Mycosphaerella och familjen Mycosphaerellaceae.   Inga underarter finns listade i Catalogue of Life.